# Kimmelmühle
Die Kimmelmühle in der Stadt Viersen war eine Wassermühle mit einem unterschlächtigen Wasserrad.

## Mühlen in Viersen
In der Gemeinde Viersen gab es in den früheren Jahrhunderten insgesamt 18 Mühlen. Davon waren vier Rossölmühlen als Hammermühle. Diese wurden durch Pferdekraft betrieben. Weiter gab es zwei Windmühlen, die Hoser- und die Hüsterfeldwindmühle, die beide in Privatbesitz waren.
Anders dagegen war es mit den Wassermühlen. Das Stift St. Gereon in Köln besaß die Grundherrschaft von Viersen und damit das Wasserrecht über die Bäche in Viersen. Die Errichtung von Wassermühlen bedurfte seiner Zustimmung. Das Stift vergab Mühlenrechte als erbliches Lehen und bezog davon eine jährliche Lehnsrente. Diese musste an die Pfarrstelle St. Remigius geliefert werden. Aus diesen Unterlagen geht hervor, dass es schon 1246 in Viersen zwölf Wassermühlen gegeben hat. Alle Mühlen, mit Ausnahme der Klostermühle, zahlten jährlich einen Sümmer (etwa ein Zentner) Malz als Lehnszins. Es gab in der Herrlichkeit Viersen keinen Mühlenzwang. Alle Bauern konnten mahlen lassen, wo sie wollten.
Diese zwölf Mühlen lagen am:
- „Dorfer Bach“: Kaisermühle, Kimmelmühle, Goetersmühle, Biestenmühle und Schricksmühle
- „Hammer Bach“: Plinzenmühle, Schnockesmühle, Sgoedenmühle, Bongartzmühle Hüstermühle und Hammer Mühle
- „Rintger Bach“: Klostermühle

## Geographie
Die Gebäude der Kimmelmühle haben ihren Standort in der Kaiserstraße 6–10 in der Stadt Viersen im Kreis Viersen. Der Mühle vorgelagert war ein Weiher, der vom Dorfer Bach gespeist wurde und dessen Wasserspiegel bei ca. 45 m über NN lag. Unterhalb der Kimmelmühle lag die Goetersmühle, oberhalb liegt die Kaisermühle.
Der Dorfer Bach versorgte über Jahrhunderte fünf Mühlen mit Wasser. Er ist heute teilweise kanalisiert. Die Mühlenteiche sind, bis auf den Teich der Kaisermühle, alle zugeschüttet. Die Pflege und Unterhaltung des Gewässers obliegt dem Wasser- und Bodenverband der Mittleren Niers, der in Grefrath seinen Sitz hat.

## Geschichte
Die Kimmelmühle trug in ihrer Geschichte verschiedene Namen. So hieß sie Kimelmühle, Kirbermühle, Kemelmühle oder 1389 Kervermoelen. Sie ist eine der zwölf Wassermühlen in Viersen, die im Jahre 1246 eine jährliche Lehnsrente von einem Sümmer Malz an die Pfarrstelle St. Remigius zu erbringen hatte. Sie war eine Getreidemühle mit einem unterschlächtigen Wasserrad. 1788 werden am Wohnhaus bauliche Veränderungen vorgenommen. Bereits 1793 wird der Mahlbetrieb eingestellt. Ende des 19. Jahrhunderts wird das angrenzende Mühlengebäude niedergelegt.

## Galerie

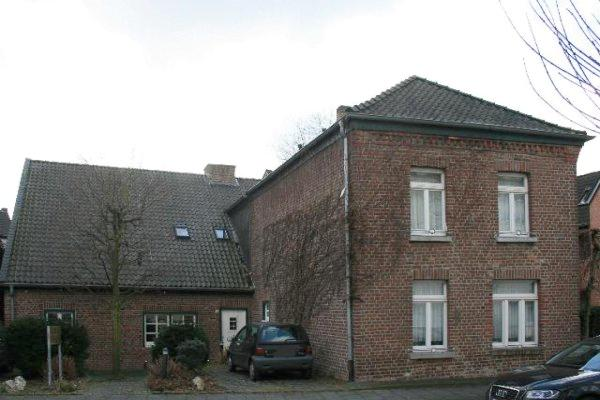
Kimmelmühle in der Kaiserstraße
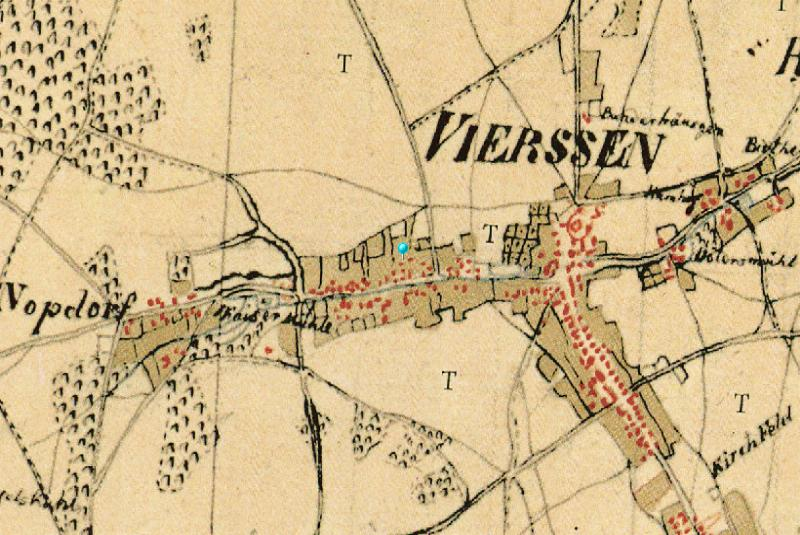
Tranchot Karte 1806

## Denkmaleintrag
Geschichte: Das Stift St. Gereon in Köln, Grundherr von Viersen, besitzt das Wasser- und Mühlenrecht, das vor Ort durch den Schultheißenhof ausgeübt wird. Das Stift gibt die Zustimmung zur Errichtung einer Mühle und erteilt die Mühlenrechte als erbliches Lehen. Die jährliche Lehnsrente, ein Sümmer (Zentner) Malz, ist als Dotierung an die Pfarrstelle St. Remigius zu leisten. Seit 1555 wird der Mahlzwang aufgehoben, so dass jeder Bauer die Mühle zum Kornmahlen frei wählen kann.
- 1369 Keuermolen (Quelle: P.N. v. Doorninck: „Schatting van den lande van Geire voor het Overkwartier en de Betuwe van“, 1369)
- 1381 In den krickebecker Amtsrechnungen kommt der Name „Jacob Kaivermoelen“ vor, woraus sich der alte, heute noch volkstümliche Name für die Kaiserstraße erklärt: Kirver-, Kiemer-, Kärver- oder Kälberstraet.
- 1633 Kemelmulle (Quelle: Viersener Bannbuch)
- 1788 findet die erste bauliche Veränderung am Wohnhaus der Kiemelmühle statt.
- 1793 wird der Mühlenbetrieb aufgegeben
- 1875 Jacob Tummer erweitert das Wohnhaus
- Ende 19. Jahrhundert erfolgt der Abriss des angrenzenden Mühlengebäudes

Baubeschreibung: Das Wohnhaus der ehemaligen Kiemelmühle weist drei bauliche Entwicklungen auf, die bis heute ablesbar sind. Die Kiemelmühle, ehemals eine dreiseitige geschlossene Hofanlage mit separatem Mühlenhaus, gibt bereits vor 1793 ihren Betrieb auf. Vor 1788, der ersten baulichen Veränderung, handelt es sich bei dem Wohnhaus um ein typisches Wohn-Stall-Haus Viersener Prägung. Das dreischiffige Hallenhaus wird durch eine Zweiständerreihenkonstruktion (vier Ständerreihen) gebildet. Die rechteckigen Ständer, deren breitere Kanten in Firstrichtung stehen, lassen auf mindestens 16. Jh. oder älter schließen. Die Wände werden aus Lehmflechtwerk gebildet. Der Doppelkamin mit trichterförmigem Rauchfang teilt das Hallenhaus in ein Drittel zu zwei Drittel. Über dem tonnengewölbten Kellerraum befindet sich die Opkammer.
Denkmalliste Viersen Nr. 285, Eintrag: 23. Oktober 1991